# Raión de Shumsk
Shumsk (en ucraniano: Шумський район) fue un raión o distrito de Ucrania en el óblast de Ternopil. En la reforma territorial de 2020, su territorio fue incluido en el raión de Krémenets.
Comprendía una superficie de 838 km².
La capital era la ciudad de Shumsk.

## Demografía
Según estimación 2010 contaba con una población total de 34277 habitantes.

## Otros datos
El código KOATUU es 6125800000. El código postal 47100 y el prefijo telefónico +380 3558.